# Parlamentswahl in Island 1946
Die Parlamentswahl in Island 1946 fand am 30. Juni 1946 statt. Bei der Wahl wurden die 52 Abgeordneten des Althing neu bestimmt.
Die Parlamentswahl 1946, im Jahr des Beitritts Islands zur UNO, brachte einen Sieg der Unabhängigkeitspartei unter Premierminister Ólafur Thors. Sie konnte 39,5 % der Stimmen auf sich vereinigen.
Von den 77.670 Wahlberechtigten stimmten 67.896 ab, das entspricht einer Wahlbeteiligung von rund 87,4 %.
983 oder 1,4 % der Stimmen waren ungültig.

## Ergebnis
Im Einzelnen ergaben sich die folgenden Ergebnisse:
| Partei            | Partei                                         | Stimmen | Stimmen | Sitze |
| Partei            | Partei                                         | Anzahl  | %       | Sitze |
| ----------------- | ---------------------------------------------- | ------- | ------- | ----- |
|                   | Unabhängigkeitspartei (D)                      | 26.428  | 39,5    | 20    |
|                   | Fortschrittspartei (B)                         | 15.429  | 23,1    | 13    |
|                   | Vereinigte Volkspartei – Sozialistische Partei | 13.049  | 19,5    | 10    |
|                   | Sozialdemokratische Partei Islands (A)         | 11.914  | 17,8    | 9     |
|                   | Sonstige                                       | 93      | 0,1     | —     |
| Gesamt            | Gesamt                                         | 66.913  | 100,0   | 52    |
| Gültige Stimmen   | Gültige Stimmen                                | 66.913  | 98,6    |       |
| Ungültige Stimmen | Ungültige Stimmen                              | 983     | 1,4     |       |
| Wahlbeteiligung   | Wahlbeteiligung                                | 67.896  | 87,4    |       |
| Wahlberechtigte   | Wahlberechtigte                                | 77.670  | 100,0   |       |
| Quelle:           |                                                |         |         |       |